# 滎經茶馬古道
滎經茶馬古道位於四川省雅安市滎經縣，文物遺址年代判定為唐至清。2012年7月16日公佈為第八批四川省文物保護單位。

## 簡介[2]
滎經茶馬古道位於四川省雅安市滎經縣境內。建於唐至清，保存完好。據《滎經茶葉志》記載，在明萬曆年間（1573）為八千擔，到清雍正、乾隆年間（1723-1736）達二萬三千三百余擔，到1984年已達四萬五千擔。茶馬古道是藏漢民族的文化、經濟、政治交流的重要通道，增進了藏漢民族的融合。茶馬古道彙集滎經主要幹線有四條：一條是經邛州（邛崍）翻越鎮西山〈羅繩山）過青龍關到龍門，順玉溪河而下至今蘆山縣分道，順蘆山河、飛仙關望岩渡口、進而到達今天全的始陽鎮越鳳凰嘴，再逆滎經河，穿過4公里的伏龍峽谷至滎經境內的鄧通城（今新添鄉），再經滎經城後翻越大相嶺至漢源九襄。第二條支線是經邛州翻羅繩山東向進入20余公里長的上里河谷，出谷至雅安，橫渡青衣江，越羊子嶺到滎經，彙集主幹線牛犛牛道。第三條支線是經邛崍、蒲江過境，到百丈、名山縣越金雞關，渡青衣江而登羊子嶺、飛仙關進入滎經、漢源而匯華南道主幹線。第四條主幹線，是宋時的嘉州（樂山）經由夾江、洪雅過境，沿青衣江而上，跨入雅安地境龜都府（雨城區草壩鎮水口），再翻羊子嶺、進滎經向南進入犛牛道。
滎經茶馬古道包括16處文物點：新添站、新文村古道、劉家大院、靖口驛站、凰儀堡、大通橋遺址、崔石堡、周公橋、二檯子橋、大相嶺古道遺址、落馬崖古道遺址、萬古橋、九折坂古道遺址、西旅底平刻石、清代公興茶號舊址、重修大相嶺路橋碑。